# 岩波三郎
岩波 三郎（いわなみ さぶろう、1922年（大正11年）1月28日 - 2013年（平成25年）6月4日）は、日本の政治家。東京都練馬区長（4期）、練馬区教育長を歴任した。

## 来歴・人物
練馬区出身。1939年から東京市板橋区役所練馬派出所に勤務。在職中に日本大学専門部法律科卒業。1947年に板橋区からの分区で練馬区が成立し、練馬区役所勤務となる。練馬区学務課長（1960年-1965年）、庶務課長（1965年-1966年）、納税課長（1966年-1968年）、財務課長（1968年-1971年）、予算課長（1971年）、区民部長（1971年-1973年）などを務めた。庶務課長時代の1964年、学校給食センターにまつわる汚職事件で、東龍太郎都知事から懲戒処分を受けた。1973年に区教育長に就任。
1986年秋、練馬区長の田畑健介が健康上の理由で翌年の区長選不出馬を表明。同年12月、岩波は自由民主党・公明党・民社党の推薦を受けて立候補する意向を表明。
1987年1月、井田恵子と篠原一を代表者とする「女性区長をつくる練馬区民の会」が結成され、同グループは日本婦人有権者同盟会長の本尾良に白羽の矢を立てた。本尾は断り続けていたが、2万人の出馬要請の署名を前にして決断。2月3日に会長職を辞任し、同月5日に出馬表明した。
同年4月26日に行われた区長選挙は岩波と、社会党・共産党・社民連の推薦を得た本尾の一騎打ちとなり、岩波が本尾を下し初当選した。2003年まで区長を4期務めた。
2008年、名誉区民に選ばれる。

## 業績
練馬区長を4期16年にわたり務めた。練馬区の広報等は彼の業績について、次のように言及している。
- 「練馬格差」の解消[6]
- 医療基盤の整備[6][7]
- 順天堂大学医学部附属練馬病院の誘致の実現[6][7]
- 練馬春日町駅西地区の再開発事業の推進[6]
- 石神井公園駅北口地区の再開発事業の推進[7]
- 市民農園の創設[6][7]